# Zatur, a csodacsacsi
A Zatur, a csodacsacsi (eredeti cím: زعتور الحلقة)  arab-magyar televíziós rajzfilmsorozat, amelyet az InterPannónia készített 1995-ben.

## Szereplők
- Zatur: Csarnóy Zsuzsanna
- Miriam: Molnár Ilona
- Miriam apja: Helyey László
- Miriam anyja: Zsolnai Júlia (7. részben)

További magyar hangok: Bácskai János, Bartucz Attila, Csondor Kata, Garai Róbert, Hirling Judit, Imre István, Kardos Gábor, Kisfalussy Bálint, Mánya Zsófi, Minárovits Péter, Molnár Levente, Némedi Mari, Németh Gábor, Orosz István, Rudas István, Seszták Szabolcs, Szvetlov Balázs, Varga Tamás és még sokan mások

## Alkotók
- Írta: Bazeh Al-Bateny, Richly Zsolt
- Rendezte: Thami Al-Zadi
- Főrendező: Hashem Mohammad
- Zenéjét szerezte: Hidvégi Zoltán
- Operatőr: Bacsó Zoltán
- Hang és effektek: Hidivox Kft.
- Vezető animátor: Besszám Dzsibrail
- Animátorok: Hangya János, Haui József, Király László, Klotz László, Ludván Zsolt, Lugosi Károly, Madarász Zoltán, Paulovics András, Sárközi Endre, Szincsi Éva
- Beállítási rajzok: Bedzsula István
- Xerox: Pannónia Kft.
- Festés: Kecskeméti Animációs Filmgyártó Kft.
- Produkciós asszisztens: Szabó Ilona
- Producer: C.C.C. Join Program Production Instintution

Készítette az InterPannónia

## Epizódok
1. Zatur munkát keres
2. Zatur a nagyvárosban
3. Zatur és a gida
4. Zatur barátra tesz szert
5. A vihar
6. Tevekaland
7. Zatur és a rosszcsont
8. Zatur és a motorosok
9. Zatur a tengerparton
10. Zatur a nyomozó
11. Zatur a tengeren
12. Zatur a lóversenyen
13. Az ijedős Zatur
14. Zatur a cirkuszban
15. Zatur az iskolában